# Gifsumak
De gifsumak (Rhus radicans, synoniemen: Toxicodendron radicans en Rhus toxicodendron; Engels: poison ivy) is een plant uit de pruikenboomfamilie (Anacardiaceae). Het is een klimmende en kruipende struik die stengels tot twintig meter kan vormen. De plant is berucht om het sap, dat sterk sensibiliserend is en bij veel mensen een ernstige allergische huiduitslag kan veroorzaken. De plant bevat urushiol, wat ernstige jeuk en pijnlijke blaren in je huid kan veroorzaken.

## Voortplanting
Het aantal chromosomen van de gifsumak is 2n = 30. De vrucht is een 3 tot 6 mm grote, ronde, droge, vaalwitte tot groenige steenvrucht en bevat een hard benig zaadje, dat in Nederland kan kiemen. De plant vermeerdert zich ook vegetatief, niet alleen door wortelstokken, maar ook met wortels en stengels die gevormd worden op de knopen van liggende stengels.

## Uiterlijk

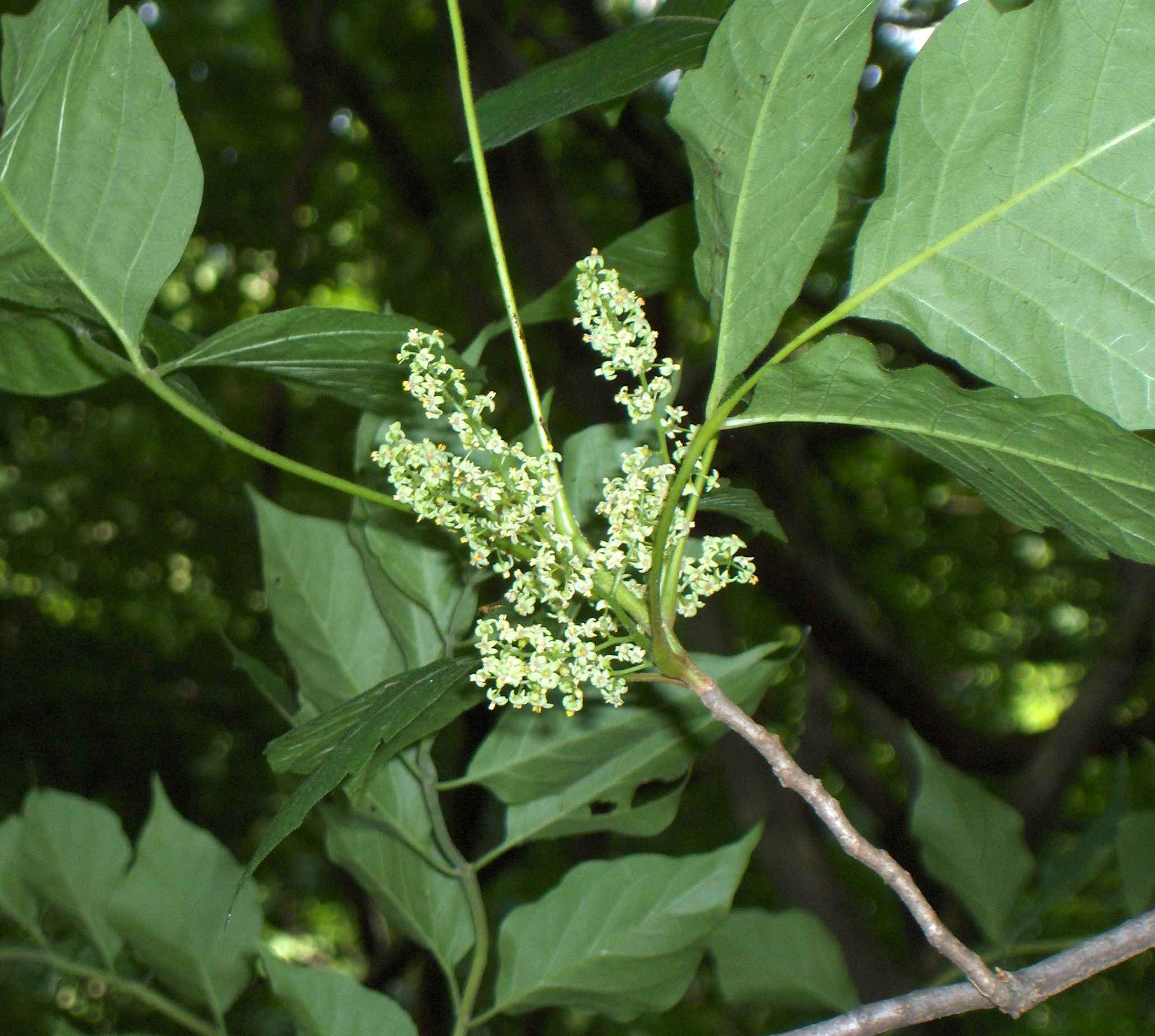
Bloeiwijze

De plant heeft koordachtige stengels en een uitgebreid wortelstelsel dat grond stevig vasthoudt. De stengels kunnen twintig meter lang en vijftien centimeter dik worden. Ze zijn rechtopstaand of meer kruipend, afhankelijk van de hoeveelheid licht, grondsoort en vocht. De stengels kunnen kruidachtig of houtachtig zijn, de kleur groen of roodachtig, en alle variaties kunnen op één plant voorkomen. Uit oudere stammen groeien adventiefwortels, waarmee de plant langs ruwe oppervlakken klimt. Kruipende stengels kunnen tientallen meters lang worden en ruigtes van een meter dik vormen.
De bladeren zijn ovaal tot eirond en veernervig, oneven geveerd. De drie deelblaadjes zijn 5 tot 15 cm lang, waarbij de breedte twee derde van de lengte is. De bovenkant van het blaadje is glad en glanzend, de onderkant donzig. De randen van de blaadjes zijn glad, gelobd of gekarteld. Alle variaties kunnen op één plant voorkomen.
De bladstelen zijn in doorsnee halfcirkelvormig. Het topblaadje heeft een duidelijk langere steel dan de twee andere, dit is een onmiskenbaar kenmerk van gifsumak.
De gesteelde, 3 mm lange bloemen zijn groen-wit en staan in een pluim. De pluim staat in een bladoksel van een nieuwe loot. De bloemen hebben vijf kroonbladen en vijf meeldraden.

## Gif
De stengel, bladeren en bladstelen hebben openingen tussen de cellen zitten, waaruit de actieve stof urushiol komt. Bij vochtige omstandigheden oxideert urushiol aan de lucht, waardoor zich een zwarte plakkerige laag vormt op de plant. De oxidatie vermindert de giftigheid niet. In linnen en katoenen kleding vormt de inktachtige stof vlekken die niet uit te wassen zijn, maar hij is oplosbaar in ether.

## Verspreiding
Oorspronkelijk is de plant afkomstig uit Zuid-Canada, Noord-Amerika, Mexico, Bermuda, het westelijk deel van de Bahama's, Japan, Koerilen, Taiwan en West- en Centraal-China. De plant is in de rest van de wereld geïntroduceerd en is daar soms verwilderd.

### Vangdijk
In Nederland komt de gifsumak voor ten noordoosten van het Friese dorp Hemelum. Tussen twee waterpartijen door – de Morra en de Fûgelhoeke – loopt daar de Vangdijk, een strekdam waar in 1919 stammetjes van de gifsumak zijn geplant. In de loop der tijd werd een aantal kinderen in Hemelum ziek van de plant, zodat er een verbodsbord geplaatst werd. Begin jaren 1960 werd duidelijk dat het om de gifsumak ging en werd de bevolking hiervan op de hoogte gesteld. De plant klimt inmiddels tot boven in de wilgen die daar ook gezet zijn als bescherming tegen het open water van de Morra. De beheerder van het gebied, It Fryske Gea, heeft er in 2009 nieuwe borden bij geplaatst met een waarschuwing om vooral van de plant af te blijven. Daarna merkten bewoners dat de plant zich flink verspreidde en zijn er in 2020 nieuwe, opvallende borden geplaatst.